# قره بولاخ
قره‌بولاخ یا قره‌بولاق یک منطقهٔ مسکونی در افغانستان است که در واخان ولایت بدخشان واقع شده‌است. قره بولاخ در ۴٬۱۳۹ متر بالاتر از سطح دریا قرار دارد.